# Vicente López Enguídanos
Vicente López Enguídanos (Valence, 1774 – Madrid, c. 1799) est un graveur espagnol.

## Biographie
Vicente López Enguídanos y Perlés naît à Valence en 1774. Il a deux frères, José et Tomás, qui deviendront également graveurs.
Il étudie à l'Académie royale des beaux-arts de San Fernando à partir de 1786, mais on connaît peu d'éléments sur sa vie. On suppose qu'il meurt à Madrid vers 1799, aucune œuvre n'étant signée de lui après cette date.

## Œuvre

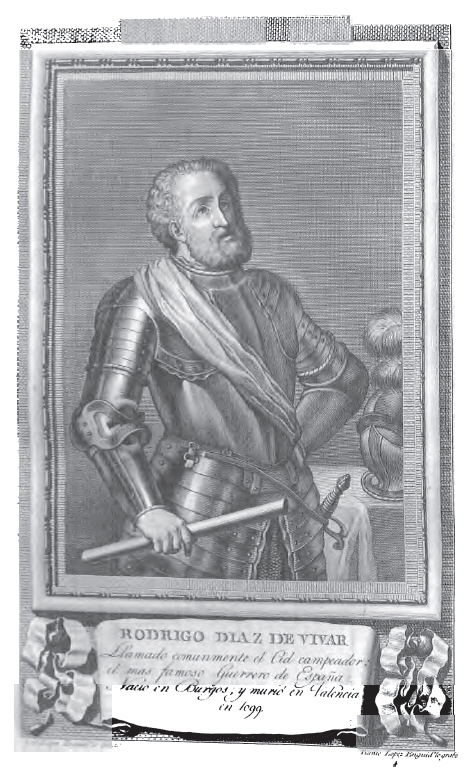
Retrato de Rodrigo Díaz de Vivar, d'après un dessin de son frère José López Enguídanos, pour l'ouvrage Retratos de Españoles ilustres, con un epítome de sus vidas (Madrid : Calcografía Nacional, 1791).

Vicente López Enguídanos a gravé de nombreux dessins destinés à illustrer des ouvrages, notamment :
- Antonio José Cavanilles, Icones et descriptiones plantarum, quae aut sponte in Hispania crescunt aut in hortis hospitantur (6 vol., Madrid : Imprenta Real, 1791-1801) : les planches no 179, 201-217, 219, 221-235, 237-300, 301-560, 568[2].
- José Garriga, Uranografía o Descripción del cielo (Madrid : Imprenta Real, 1793), avec trois grandes estampes dont Magnitud de las estrellas. Hemisferio meridional et Magnitud de las estrellas. Hemisferio septentrional (toutes gravées sur cuivre à l'eau-forte et au burin)[3].
- Joseph Ortiz y Sanz (es), Los quatro libros de arquitectura (Madrid : Imprenta Real, 1797 ; traduction espagnole de : Andrea Palladio, Les Quatre Livres de l'architecture) : vingt-et-une gravures[4],[5]
- Le Sage, Aventuras de Gil Blas de Santillana (Madrid : Marín, 1797).
- Retratos de Españoles ilustres, con un epítome de sus vidas (Madrid : Calcografía Nacional, 1791)[6], avec notamment Retrato de Rodrigo Díaz de Vivar[7],[8] et Retrato de Bartolomé de las Casas[9],[10], tous les deux gravés sur cuivre à l'eau-forte et au burin d'après un dessin de José López Enguídanos[11]

Autres œuvres :
- Retrato de Quintiliano, d'après un dessin de José López Enguídanos